# Vivien Solari
Vivian Solari (Aruba, 1980) è una modella britannica.

## Biografia
Cresciuta a Manchester, Vivien Solari ha studiato all'università di Leicester. Scoperta in un negozio di abbigliamento da un agente della Models 1 Agency, ha debuttato sulle passerelle nella stagione primavera/estate 1999, sfilando per Hussein Chalayan, John Rocha, Sportmax e Trussardi. La modella in seguito ha lavorato per Burberry, Cerruti, Hugo Boss, DKNY, Dries van Noten, Genny, Chanel, Chloé, Clements Ribeiro, Diane von Fürstenberg ed altri.
La Solari apparirà anche sulle copertine di varie riviste di moda come L'Officiel (1999), Vogue Parigi (2000), Numéro (2000), Marie Claire (2000), D - La repubblica delle donne (2000), Vogue Australia (2002), Vogue Spagna (2003), Elle (2003), Vogue UK (2004), Glamour (2004) e Harper's & Queen (2005). 
Ha lavorato come testimonial, fra gli altri, per Armani, Calvin Klein Eyewear e per il profumo Valentino Very Valentino, ma è principalmente nota al grande pubblico per la campagna pubblicitaria della Breil del 2007.

## Agenzie
- One Management
- Beatrice Models
- Seeds Management
- Ford Models - New York
- IMG Models - New York